# Microsema ligulifera
Microsema ligulifera là một loài bướm đêm trong họ Geometridae.